# Mario Mattei Orsini, II duca di Paganica
Mario Mattei Orsini, talvolta indicato come Mario iunior per distinguerlo dall'omonimo nonno (Roma, 1641 – Roma, 7 febbraio 1690), è stato un nobile, militare e mecenate italiano. Membro del patriziato romano, fu secondo duca di Paganica e primo duca di Montenero.

## Biografia
Nacque a Roma nel 1641 dal duca Giuseppe Mattei Orsini e da Lucrezia Massimo, entrambi esponenti di due tra le più antiche e influenti famiglie della nobiltà romana.

Nel 1656, suo padre riuscì a combinargli un matrimonio con Anna Francesca di Girolamo Vigevani (26 luglio 1638 - 19 novembre 1682), una delle giovani in età da marito più ambite di tutta Roma, data l'ingentissima dote (oltre 100.000 scudi divisi tra numerose proprietà immobiliari, fondiarie e creditizie) che la ragazza portava in eredità. Il matrimonio si celebrò il 20 aprile dello stesso anno, quando Mario era appena quindicenne. 

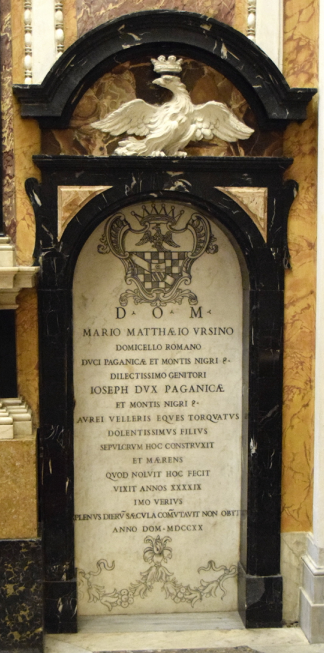
Lapide della tomba di Mario Mattei Orsini, fatta realizzare da suo figlio Giuseppe nel 1720

Nel 1660, alla morte del padre, ereditò i titoli di duca di Paganica, di signore di Collestatte e Torre Orsina e di signore di Montenero. Quest'ultimo feudo, che il padre aveva acquistato dalla famiglia Orsini, fu eretto a ducato da papa Clemente X tramite un apposito breve nel 1671 e Mario si impegnò ad espanderlo con varie acquisizioni di terre circostanti.
Grazie alla familiarità del padre Giuseppe e dello zio Gaspare con gli Asburgo e all'assidua frequentazione con i viceré di Napoli (il ducato di Paganica era parte del Regno di Napoli), Mario allacciò stretti rapporti con il re di Spagna Carlo II e con la sua corte, in particolare con la famiglia dei duchi di Gandia, ai quali il Mattei Orsini o sua moglie erano probabilmente legati anche da vincoli parentali. La stretta relazione con gli ambienti spagnoli è testimoniata anche dal carteggio tenutosi tra Mario, re Carlo II e il duca di Gandia: da queste lettere apprendiamo che il duca di Paganica amasse considerarsi "tanto romano quanto spagnolo", e che il sovrano di Spagna gli avesse conferito, entro il 1680, il titolo onorifico di Gentiluomo di Camera.
Dalle stesse lettere apprendiamo che Mario Mattei Orsini, oltre a rivestire il tradizionale incarico della famiglia Mattei di guardiano dei ponti e delle ripe, possedeva anche il grado di Comandante di compagnia all'interno delle forze armate pontificie.
Tra gli anni settanta e ottanta, decise inoltre di dedicare parte del proprio patrimonio al patrocinio della arti. Tra coloro di cui fu patrono e protettore figurano i musicisti Alessandro Scarlatti e Bernardo Pasquini e il poeta Loreto Mattei. La sua villa all'Esquilino diventerà uno dei primi punti di ritrovo dell'Accademia dell'Arcadia.
Mario Mattei Orsini morì a Roma nel febbraio del 1690 e fu seppellito nella cappella di famiglia nella chiesa di San Francesco a Ripa.

## Discendenza
Dal matrimonio tra Mario Mattei Orsini e Anna Francesca Vigevani nacquero:
- Faustina (nata e morta nel 1657),
- Maria Lucrezia (morta nel 1667),
- Maria Vittoria,
- Giuseppe (1664-4 giugno 1740[12]), III duca di Paganica, sposò Silvia Santacroce (1677-1716) ed ebbe:
  - Mario (1701-1715);
  - Faustina (? - testò il 5 settembre 1772[13]), IV duchessa di Paganica, sposò 1) il 16 febbraio 1722 don Marcantonio Conti (1681-1724); 2) nel 1729 Carlo Archinto (1669-1732), marchese di Parona; 3) nel 1741 Valerio Santacroce (?-1768). Non ebbe eredi.
- Paola,
- Girolamo (avviato con successo alla carriera ecclesiastica),
- Anna Francesca,
- Teresa Maria (che diverrà monaca presso il monastero dei Santi Domenico e Sisto).

## Ascendenza
|                                            |                |                            | Genitori                    |  |  | Nonni |  |  | Bisnonni     |  |  | Trisnonni          |  |
|                                            |                |                            |                             |  |  |       |  |  | Fabio Mattei |  |  | Ludovico II Mattei |  |
|                                            |                |                            |                             |  |  |       |  |  | Fabio Mattei |  |  | Ludovico II Mattei |  |
|                                            |                | Lucrezia Capranica         |                             |  |  |       |  |  | Fabio Mattei |  |  |                    |  |
| Mario Mattei Orsini, barone di Paganica    |                |                            |                             |  |  |       |  |  | Fabio Mattei |  |  |                    |  |
|                                            |                | Faustina Orsini            | Vicino Orsini               |  |  |       |  |  |              |  |  |                    |  |
|                                            |                | Faustina Orsini            | Vicino Orsini               |  |  |       |  |  |              |  |  |                    |  |
|                                            |                | Faustina Orsini            | Giulia Farnese              |  |  |       |  |  |              |  |  |                    |  |
| Giuseppe Mattei Orsini, I duca di Paganica |                | Faustina Orsini            |                             |  |  |       |  |  |              |  |  |                    |  |
|                                            |                | Ludovico Cenci             | Valerio Cenci               |  |  |       |  |  |              |  |  |                    |  |
|                                            |                | Ludovico Cenci             | Valerio Cenci               |  |  |       |  |  |              |  |  |                    |  |
|                                            |                | Ludovico Cenci             | Porzia Cenci                |  |  |       |  |  |              |  |  |                    |  |
| Prudenza Cenci                             |                | Ludovico Cenci             |                             |  |  |       |  |  |              |  |  |                    |  |
|                                            |                | Laura Lante della Rovere   | Lodovico Lante della Rovere |  |  |       |  |  |              |  |  |                    |  |
|                                            |                | Laura Lante della Rovere   | Lodovico Lante della Rovere |  |  |       |  |  |              |  |  |                    |  |
|                                            |                | Laura Lante della Rovere   | Lavinia Maffei              |  |  |       |  |  |              |  |  |                    |  |
| Mario Mattei Orsini, II duca di Paganica   |                | Laura Lante della Rovere   |                             |  |  |       |  |  |              |  |  |                    |  |
|                                            | Orazio Massimo | Antonio Massimo            |                             |  |  |       |  |  |              |  |  |                    |  |
|                                            | Orazio Massimo | Antonio Massimo            |                             |  |  |       |  |  |              |  |  |                    |  |
|                                            | Orazio Massimo | Pentesilea Cesarini        |                             |  |  |       |  |  |              |  |  |                    |  |
| Massimo Massimo                            | Orazio Massimo |                            |                             |  |  |       |  |  |              |  |  |                    |  |
|                                            |                | Faustina Frangipane        | Curzio Frangipane           |  |  |       |  |  |              |  |  |                    |  |
|                                            |                | Faustina Frangipane        | Curzio Frangipane           |  |  |       |  |  |              |  |  |                    |  |
|                                            |                | Faustina Frangipane        | Giulia Alberini             |  |  |       |  |  |              |  |  |                    |  |
| Lucrezia Massimo                           |                | Faustina Frangipane        |                             |  |  |       |  |  |              |  |  |                    |  |
|                                            |                | Fabrizio Naro              | Orazio Naro                 |  |  |       |  |  |              |  |  |                    |  |
|                                            |                | Fabrizio Naro              | Orazio Naro                 |  |  |       |  |  |              |  |  |                    |  |
|                                            |                | Fabrizio Naro              | Maria Giulia Cenci          |  |  |       |  |  |              |  |  |                    |  |
| Giulia Naro                                |                | Fabrizio Naro              |                             |  |  |       |  |  |              |  |  |                    |  |
|                                            |                | Olimpia Lante della Rovere | Ludovico Lante della Rovere |  |  |       |  |  |              |  |  |                    |  |
|                                            |                | Olimpia Lante della Rovere | Ludovico Lante della Rovere |  |  |       |  |  |              |  |  |                    |  |
|                                            |                | Olimpia Lante della Rovere | Lavinia Maffei              |  |  |       |  |  |              |  |  |                    |  |
|                                            |                | Olimpia Lante della Rovere |                             |  |  |       |  |  |              |  |  |                    |  |